# Нетрокона (зіла)
Нетрокона (бенг. নেত্রকোণা) — район округу Міменсінг на півночі Бангладеш.

## Географія
Нетрокона розташована в північній частині Бангладеш, на кордоні з індійським штатом Мегхалая. У Нетроконі є п'ять основних річок: Кангша, Сомешаурі, Дхала, Магра і Теорхалі. Це частина річкової системи Сурма-Мегна. Більша частина району стає хаором під час мусонів.
Загальна площа району Нетрокона становить з яких 9,17 км2 (3,54 миля2) знаходиться під лісом. Він лежить між 24°34' і 25°12' північної широти і між 90°00' і 91°07' східної довготи.

## Історія
Шах Султан Румі переїхав до Нетрокони в 1053 році нашої ери, де проповідував релігію ісламу місцевим жителям. Вважається, що він був першим суфійським святим, який відвідав Бенгалію. У період Великих Моголів у сучасній Атпарі була побудована трикупольна мечеть. У 1880 році британський Радж затвердив цю територію як адміністративний регіон Махакума. Він набув чинності 3 січня 1882 року, коли регіон був офіційно названий Нетракона Махакума, перш ніж його назвав Калігандж. Під час британського періоду Шям Бісвас, бенгальський індуїстський заміндар, був відомий як дуже жорстокий і образливий по відношенню до жителів, що живуть на його землі. У нього були певні правила, наприклад, ніхто не проходив повз його передній двір у взутті чи тапочках. Соціальні реформатори з села Аматі, Сонафор Уддін, Муктул Хусейн Хан, Шаріат Хан, Анфар Уддін, Манфар Уддін і Джафар Уддін організували людей проти цього приниження, повставши проти Бісваса. Незабаром їхня революція послідувала і в інших частинах округу.

## Адміністративно-територіальний поділ
Район Нетрокона розділений на десять упазіл
- Атпара Упазіла
- Бархатта Упазіла
- Дургапур Упазіла
- Халіаджурі Упазіла
- Калмаканда Упазіла
- Кендуа Упазіла
- Мадан Упазіла
- Мохангандж Упазіла
- Нетрокона Садар Упазила
- Пурбадхала Упазіла